# Oucques La Nouvelle
Oucques La Nouvelle is een gemeente in het Franse departement Loir-et-Cher in de regio Centre-Val de Loire en maakt deel uit van het arrondissement Blois. De gemeente telde 1.647 inwoners op 1 januari 2022.

## Geschiedenis
Oucques La Nouvelle is op 1 januari 2017 ontstaan door de fusie van de gemeenten Baigneaux, Beauvilliers, Oucques en Sainte-Gemmes.

## Geografie
De oppervlakte van Oucques La Nouvelle bedraagt 49,37 vierkante kilometer; Op 1 januari 2022 was de bevolkingsdichtheid 33,4 inwoners per km².

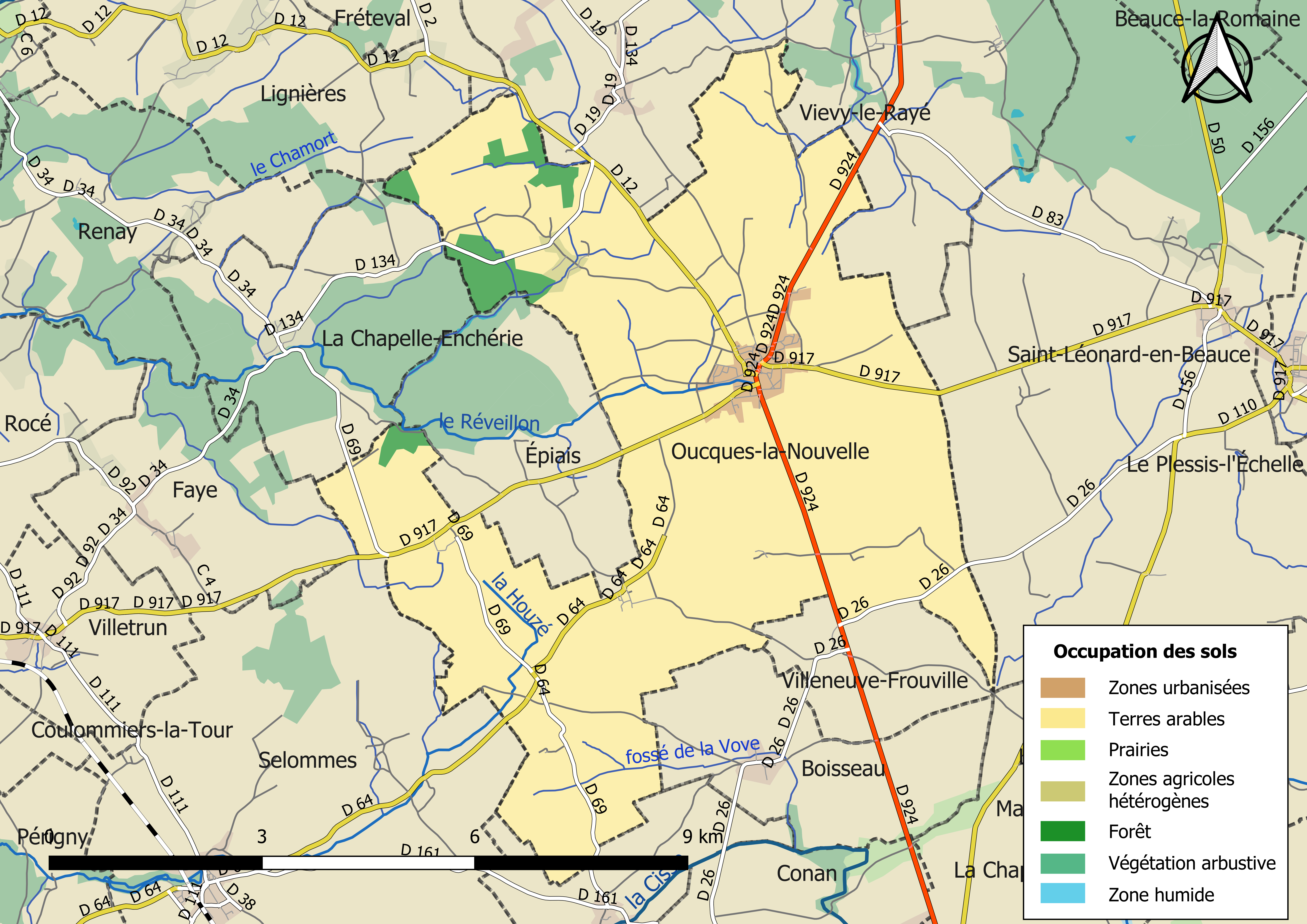
Kaart van de gemeente met de belangrijkste infrastructuur, bodemgebruik en omliggende gemeenten

Autainville · Avaray · Beauce la Romaine · Binas · Boisseau · Briou · La Chapelle-Saint-Martin-en-Plaine · Conan · Concriers · Courbouzon · Cour-sur-Loire · Épiais · Josnes · Lestiou · Lorges · La Madeleine-Villefrouin · Marchenoir · Maves · Mer · Muides-sur-Loire · Mulsans · Oucques La Nouvelle · Le Plessis-l'Échelle · Rhodon · Roches · Saint-Laurent-des-Bois · Saint-Léonard-en-Beauce · Séris · Suèvres · Talcy · Vievy-le-Rayé · Villeneuve-Frouville · Villermain · Villexanton